# العلاقات الألمانية الإثيوبية
العلاقات الألمانية الإثيوبية هي العلاقات الثنائية التي تجمع بين ألمانيا وإثيوبيا.

## مقارنة بين البلدين
هذه مقارنة عامة ومرجعية للدولتين:
| وجه المقارنة                                              | ألمانيا                                                                              | إثيوبيا                        |
| --------------------------------------------------------- | ------------------------------------------------------------------------------------ | ------------------------------ |
| المساحة (كم2)                                             | 357.41 ألف                                                                           | 1.10 مليون                     |
| عدد السكان (نسمة)                                         | 81.29 مليون                                                                          | 104.96 مليون                   |
| الكثافة السكانية (ن./كم²)                                 | 227.44                                                                               | 95.42                          |
| العاصمة                                                   | بون، برلين                                                                           | أديس أبابا                     |
| اللغة الرسمية                                             | اللغة الألمانية                                                                      | اللغة الأمهرية                 |
| العملة                                                    | يورو، مارك ألماني                                                                    | بير إثيوبي                     |
| الناتج المحلي الإجمالي (بليون دولار)                      | 3.68 تريليون                                                                         | 80.56 مليار                    |
| الناتج المحلي الإجمالي (تعادل القوة الشرائية) بليون دولار | 3.92 تريليون                                                                         | 161.90 مليار                   |
| الناتج المحلي الإجمالي الاسمي للفرد دولار أمريكي          | 41.31 ألف                                                                            | 619                            |
| الناتج المحلي الإجمالي للفرد دولار أمريكي                 | 46.40 ألف                                                                            | 1.50 ألف                       |
| مؤشر التنمية البشرية                                      | 0.926                                                                                | 0.442                          |
| رمز المكالمات الدولي                                      | +49                                                                                  | +251                           |
| رمز الإنترنت                                              | .de                                                                                  | .et                            |
| المنطقة الزمنية                                           | توقيت وسط أوروبا، ت ع م+01:00، ت ع م+02:00، توقيت أوروبا الوسطى المعياري (ت غ م +1) ‏ | ت ع م+03:00، توقيت شرق أفريقيا |

## مدن متوأمة
في ما يلي قائمة باتفاقيات التوأمة بين مدن ألمانية وإثيوبية:
- ترتبط فيتن مع ميكيلي باتفاقية توأمة منذ 1975.
- ترتبط لايبزيغ مع أديس أبابا باتفاقية توأمة منذ 1973.[16][16][17][18]

## منظمات دولية مشتركة
يشترك البلدان في عضوية مجموعة من المنظمات الدولية، منها:
| علم المنظمة | اسم المنظمة                                                | تاريخ انضمام ألمانيا | تاريخ انضمام إثيوبيا |
| ----------- | ---------------------------------------------------------- | -------------------- | -------------------- |
|             | مؤسسة التمويل الدولية                                      | 20 يوليو 1956        | 20 يوليو 1956        |
|             | منظمة حظر الأسلحة الكيميائية                               | 29 أبريل 1997        | ?                    |
|             | البنك الإفريقي للتنمية                                     | ?                    | ?                    |
|             | يونسكو                                                     | 11 يوليو 1951        | 1 يوليو 1955         |
|             | الأمم المتحدة                                              | 18 سبتمبر 1973       | 13 نوفمبر 1945       |
|             | الاتحاد الدولي للاتصالات                                   | 1866                 | 20 فبراير 1932       |
|             | منظمة الشرطة الجنائية الدولية                              | ?                    | ?                    |
|             | البنك الدولي للإنشاء والتعمير                              | 14 أغسطس 1952        | 27 ديسمبر 1945       |
|             | العملية المشتركة للاتحاد الأفريقي والأمم المتحدة في دارفور | ?                    | ?                    |
|             | الاتحاد البريدي العالمي                                    | 1 يوليو 1875         | ?                    |
|             | مؤسسة التنمية الدولية                                      | 24 سبتمبر 1960       | 11 أبريل 1961        |
|             | الفريق المعني برصد الأرض                                   | ?                    | ?                    |
|             | وكالة ضمان الاستثمار متعدد الأطراف                         | 12 أبريل 1988        | 13 أغسطس 1991        |

## أعلام
هذه قائمة لبعض الشخصيات التي تربطها علاقات بالبلدين:
- دايفي سيلكى (لاعب كرة قدم ألماني، 20 يناير 1995[33] – )
- غيديون زيلاليم (لاعب كرة قدم ألماني، 26 يناير 1997[34] – )

## وصلات خارجية
- موقع وزارة الخارجية الألمانية
- موقع وزارة الخارجية الإثيوبية